# Albano, Stockholm

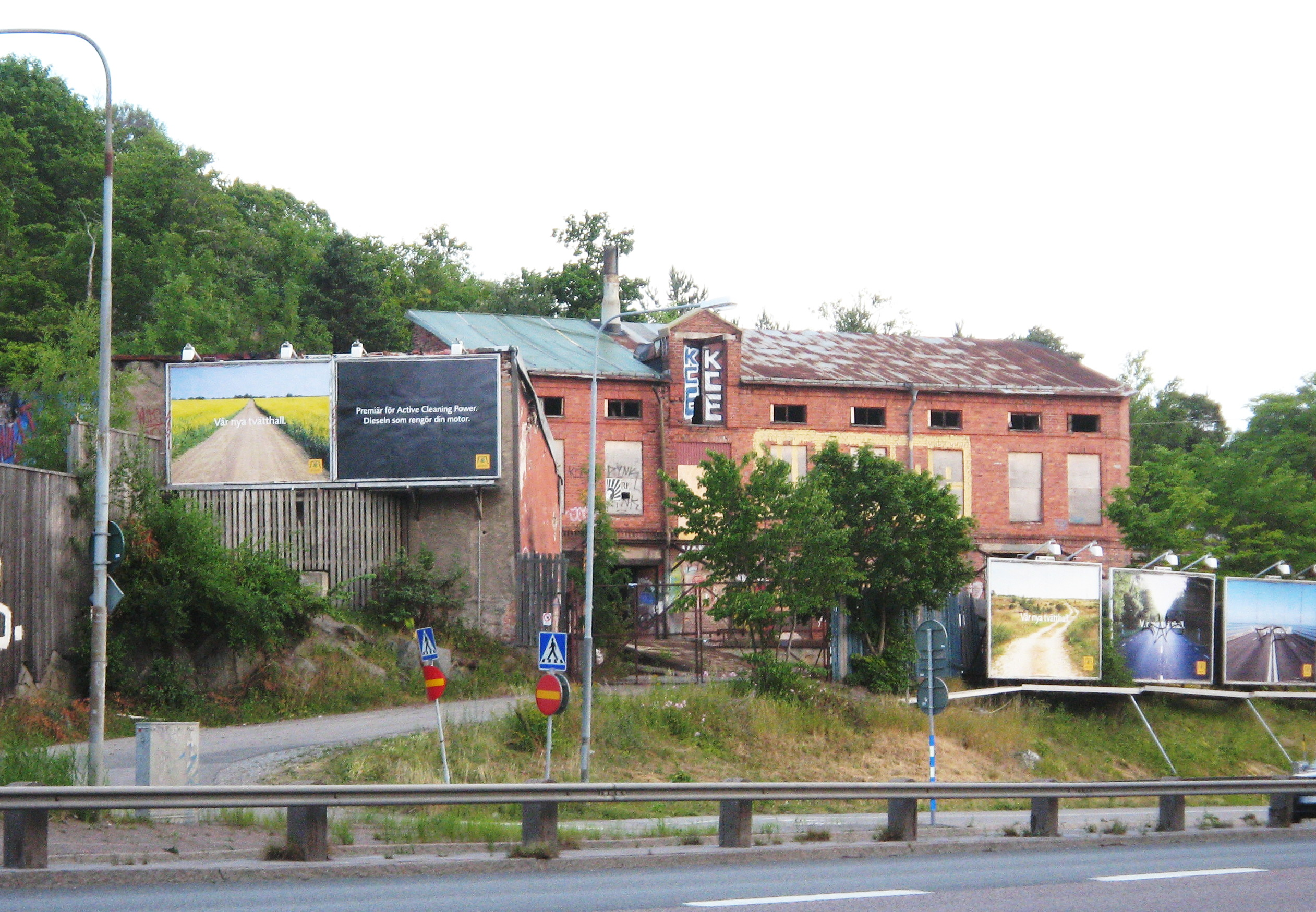
En av de få kvarvarande industribyggnaderna, byggd 1889–1890 som färgfabrik för Fernissaktiebolaget.

Albano är ett område i stadsdelen Norra Djurgården i Stockholm, strax utanför Roslagstull, mellan Roslagsvägen och Roslagsbanan. Området ligger inom gränserna för Kungliga nationalstadsparken. Området var från slutet av 1800-talet och under 1900-talet ett industriområde, men detta är numera nedlagt. Området domineras sedan 2020-talet av Campus Albano. 

## Historik
Namnet Albano har en historia som går tillbaka till slutet av 1700-talet, och är sammanvävd med den förändring i natursyn som ägde rum under 1700-talets andra hälft. Den ledde till att flera engelska parker etablerades av Gustav III vid Brunnsvikens stränder.  Efter Gustav III:s italienska resa åren 1783–1784 fick flera platser vid Brunnsviken namn efter italienska förebilder.  Det gäller, vid sidan om Albano, till exempel Frescati strax norr om Albano, Montebello och Tivoli. 
I närheten av Albano fanns i slutet av 1700-talet och början av 1800-talet värdshuset Kräftriket. Krogen och dåtidens lantliga omgivning har skildrats av Carl Michael Bellman i Fredmans epistel nr 80. Där beskriver han området strax utanför Roslagstull, eller Kattrumpstullen som den också kallades. 
En industrialisering av området inleddes under slutet av 1800-talet i samband med att Värtabanan och Roslagsbanan anlades. De flesta av områdets i senare tid bevarade industribyggnader revs under 2000-talets första år. Ett av de mest långlivade företagen i Albano industriområde var Nya Murbruksfabrikens i Stockholm AB. Fabriken var i drift 1903–1963. En av de få kvarvarande industribyggnaderna är den byggnad som uppfördes 1889–1890 som färgfabrik för Fernissaktiebolaget som hade sin tillverkning här fram till 1930 då bolaget uppköptes av konkurrenten AB Wilh. Becker. I denna byggnad bedrev också Albano Smide sin verksamhet från 1968 till konkursen 2000.
Albano var även namnet på en järnvägsstation på sträckan mellan Karlberg och Värtahamnen, Värtabanan. Stationen öppnades 5 maj 1882. Persontrafik förekom fram till 30 september 1913. Därefter användes stationen för godstrafiken fram till 1969. Stationsbyggnaden revs 1968. Värtabanans spår överdäckades i Albano i samband med att arbetet att bygga ett campusområde inleddes.
Vid Albano ligger numera bland annat Albanova universitetscentrum, som invigdes 2001.

## Geografiska läget
Campus Albano är belägen på Norra Djurgården och ingår i Kungliga nationalstadsparken. Området var under senare delen av 1800-talet samt under 1900-talet ett industriområde men som numera är nedlagt till förmån för campuset. Området begränsas av Roslagsvägen i väst och Roslagsbanans spårområde i öst. 

Karta över området Norra Djurgården samt Kungliga nationalstadsparken.
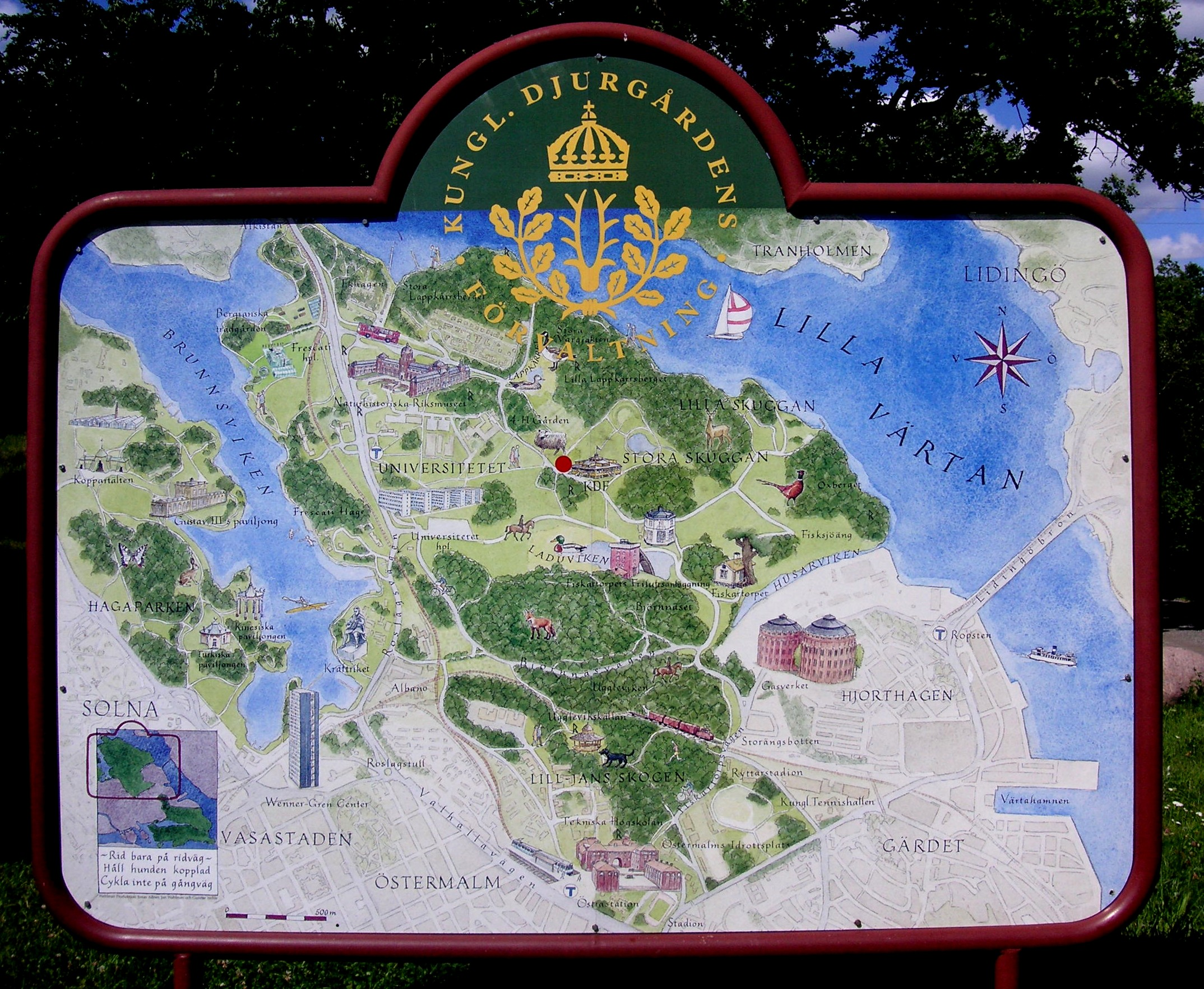
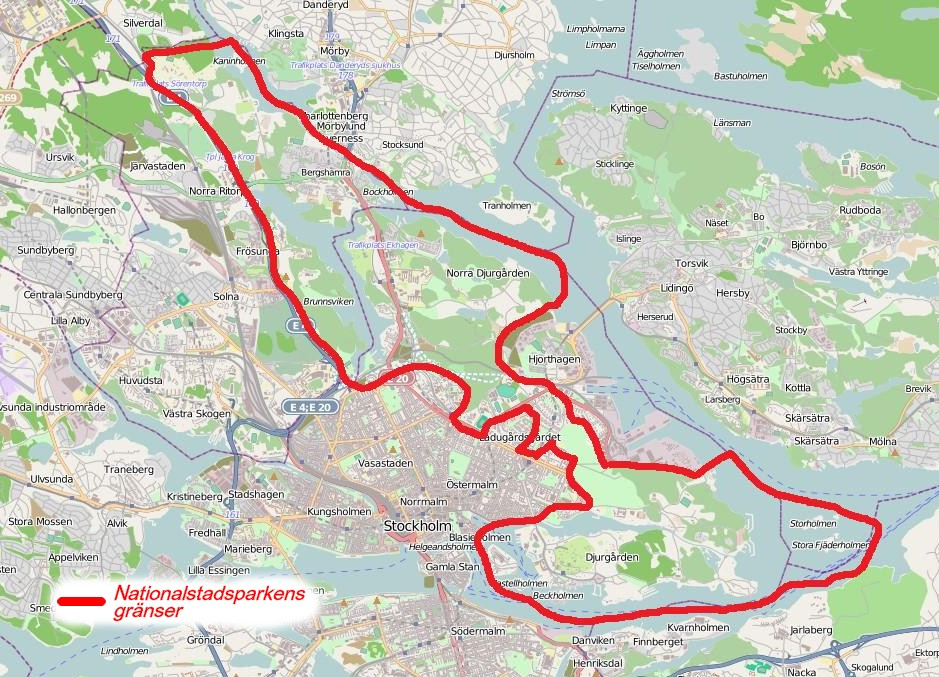